# 大きな声で川口が大好きだと叫んでみませんか川口プライド条例

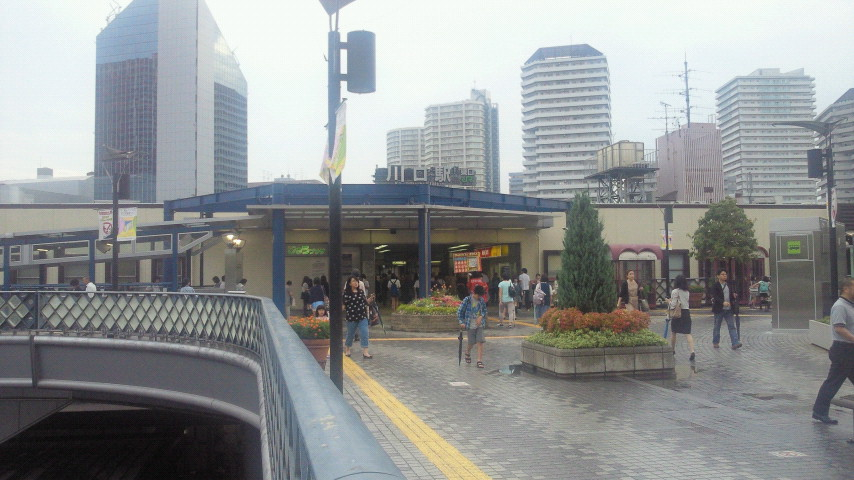
川口駅東口周辺

大きな声で川口が大好きだと叫んでみませんか川口プライド条例（おおきなこえでかわぐちがだいすきだとさけんでみませんかかわぐちプライドじょうれい）は、川口プライドを育むことを目的とした埼玉県川口市の条例。

## 沿革
川口市は、2021年（令和3年）まで2年連続で住宅ローン会社から最も住みやすい街として選ばれており、川口市の行った2022年度（令和4年度）市民意識調査においても「今後とも川口市に住み続けたい」とする市民は85.3％に上った。しかし、同調査において川口市を「市内外に誇れる魅力があるまち」であると感じている市民は35.3％と低い割合に留まっていた。
そこで、市民が自信を持って川口市を好きだと言えるようにするため、関裕通ら自由民主党の市議4名が議員提案の形で本条例案を川口市議会に提出した。提案者は市議会において本条例の提案理由を次のとおり説明している。
本条例は2022年（令和4年）12月23日に賛成多数で可決され、2023年（令和5年）4月1日から施行された。本条例の制定に当たっては、議員提出議案であることを理由として、市民の意見を聞くパブリックコメントは実施されなかった。なお、本条例は、『世界の中心で、愛をさけぶ』を参考にして命名されたとされている。

## 内容
本条例はいわゆるシビックプライドに関する条例と考えられている。法令は通常常体で書かれるが、本条例は敬体となっている。

### 川口プライド
「川口に対する愛着、誇り、共感を持ち、自ら進んで、大きな声で川口が大好きだと叫びたくなるほど、川口をもっと良くしていこうとする心意気」のことを指すものとされている（第2条第1号）。

### みんな
- この条例の主体となる者のこと。川口に暮らす人は漏れなく「みんな」であるが、それに限定されておらず、川口への通勤・通学者、川口にゆかりのある者全てが「みんな」であるとされている（第2条第1号）。
- 「みんな」は、川口市に対して関心を持ち、川口市の魅力の再発見を自由に楽しみ（第4条第1項）、川口の魅力を発信し共有することを自由に楽しみ（同条第2項）、川口の魅力を高めることにつながる活動に自ら関わり自由に楽しむ（同条第3項）。
- ただし、本条例は理念条例であり、「みんな」に何らかの義務を課すものではない[3]。「みんな」に川口プライドを持つことを強要するものではないことが条文上も明らかとされている（第3条）。

### 川口市の役割
- あらゆる機会を捉えて「みんな」の川口プライドを育み（第5条第1項）、川口の魅力を高めることに繋がる「みんな」の自発的な行動に協力し（同条第2項）、共に楽しむこととされている。
- 郷土愛を深めるため[4]川口の魅力を高める事業を推進し（第6条第1号）、市内外に川口の魅力を積極的に発信し（同条第2号）、「みんな」と互いに協力してもっと川口を楽しくする（同条第3号）こととされている。
- 「みんな」の川口プライドを育むために必要な財政上の措置を講ずる努力義務が課されている（第7条）。